# 石垣空港ターミナル
石垣空港ターミナル株式会社（いしがきくうこうターミナル）は、2009年（平成21年）に設立された石垣空港の運営企業。

## 概要
- 営業時間
  - 国内線旅客ターミナルビル 6:00 - 22:00
  - 国際線旅客ターミナルビル 各航空会社のチェックイン開始時刻に合わせて

出典：

## アクセス
- 市街地・離島ターミナル - 約30分
- 川平湾 - 約40分
- 平久保湾灯台 - 約50分

出典：